# Stadionul Hillsborough

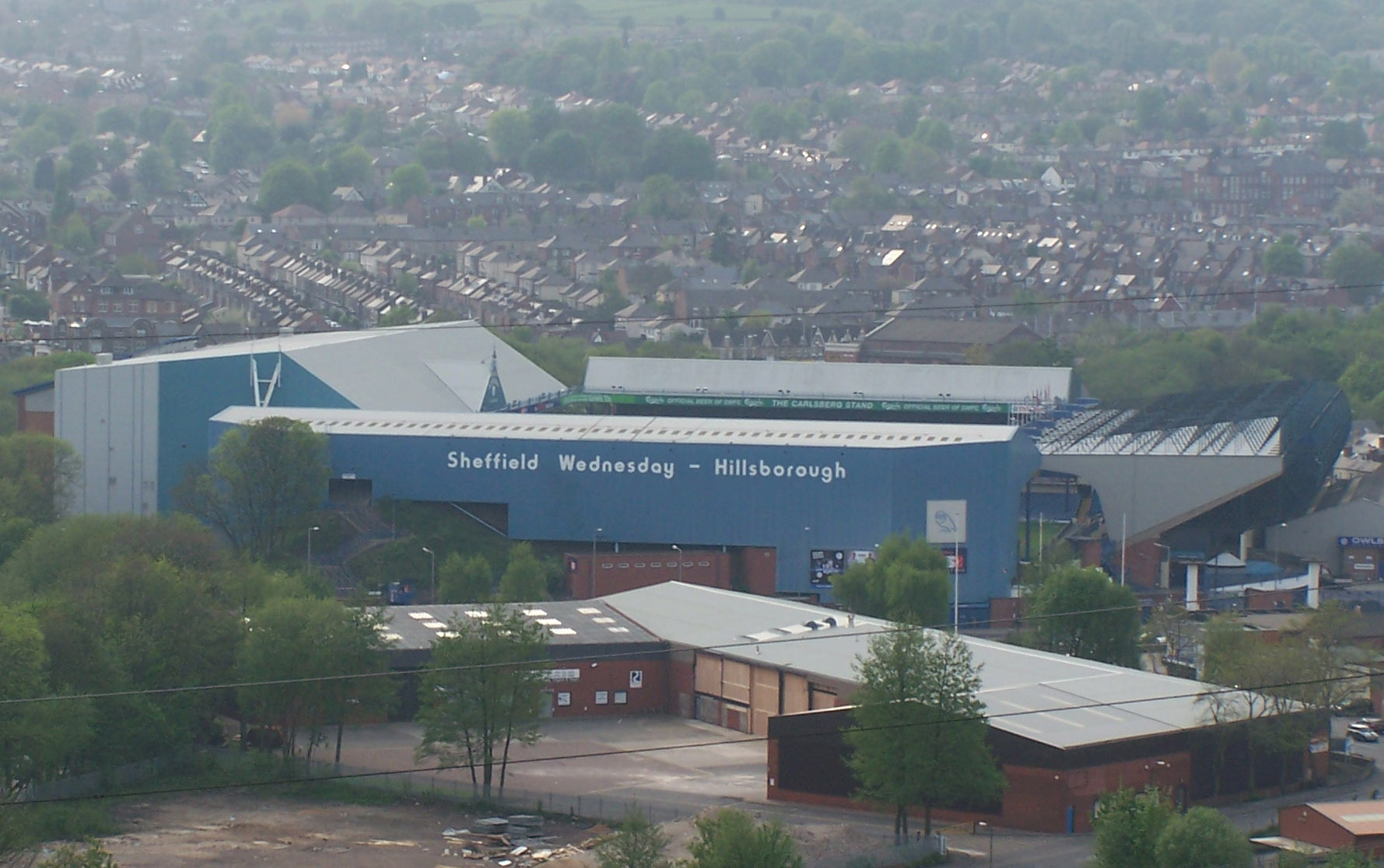
Stadionul văzut din Shirecliffe, 1 milă la est

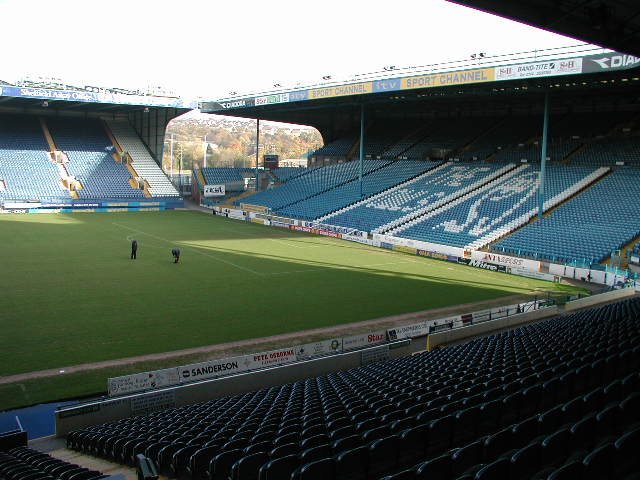
Peluza Spion Kop

Stadionul Hillsborough, cunoscut simplu ca Hillsborough, este o arenă sportivă din Sheffield, Anglia, deținută de Sheffield Wednesday, club care își joacă meciurile de acasă pe acest stadion. Capacitatea stadionului e de 39 732 locuri, toate pe scaune, fiind cel mai mare stadion din oraș. De asemenea acesta e cel mai mare stadion al unui club englez, dinafara Premier League.

## Istoric

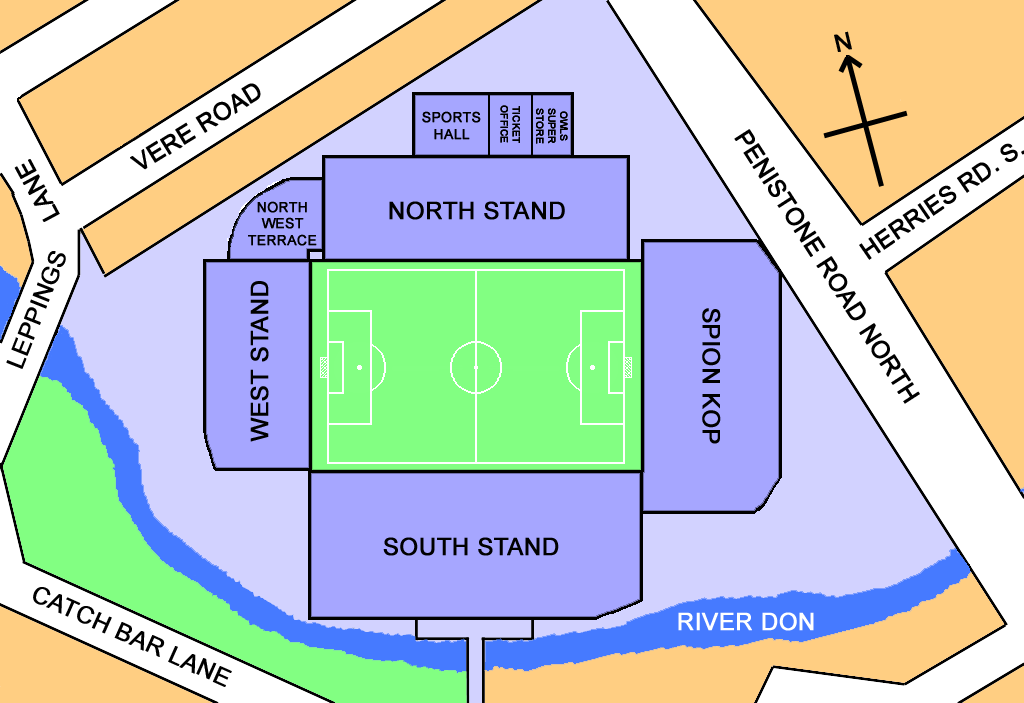
Planul Stadionului Hillsborough

### Tragedia de pe Hillsborough
Pe 15 aprilie 1989, stadionul a fost scena unor din cele mai tragice evenimente din fotbal, când 96 de fani ai lui Liverpool au murit într-o busculadă la meciul din semifinalele FA Cup. Certificatul de securitate al stadionului nu fusese actualizat încă din 1979.

## Fotbal internațional
Hillsborough a fost stadion gazdă la Campionatul Mondial de Fotbal 1966 și la Campionatul European de Fotbal 1996. De asemenea a fost folosit în câteva meciurie de naționala Angliei înainte de construcția stadionului Wembley.
| Data       |                  | Rezultat |           | Competiția                                      | Spectatori |
| ---------- | ---------------- | -------- | --------- | ----------------------------------------------- | ---------- |
| 1920-10-04 | Anglia           | 5–4      | Scoția    | British Home Championship 1920                  | 35 000     |
| 1962-10-03 | Anglia           | 1–1      | Franța    | Preliminariile Euro 1964                        | 35 380     |
| 1966-07-12 | Germania de Vest | 5–0      | Elveția   | Campionatul Mondial de Fotbal 1966              | 36 000     |
| 1966-07-15 | Spania           | 2–1      | Elveția   | Campionatul Mondial de Fotbal 1966              | 32 000     |
| 1966-07-19 | Argentina        | 2–0      | Elveția   | Campionatul Mondial de Fotbal 1966              | 32 000     |
| 1966-07-23 | Germania de Vest | 4–0      | Uruguay   | Campionatul Mondial de Fotbal 1966              | 34 000     |
| 1973-09-26 | Irlanda de Nord  | 0–0      | Bulgaria  | Preliminarii Campionatul Mondial de Fotbal 1974 | 6 206      |
| 1996-06-09 | Portugalia       | 1–1      | Danemarca | Euro 1996                                       | 34 993     |
| 1996-06-16 | Croația          | 3–0      | Danemarca | Euro 1996                                       | 33 671     |
| 1996-06-19 | Turcia           | 0–3      | Danemarca | Euro 1996                                       | 28 951     |